# Elliptisk paraboloid

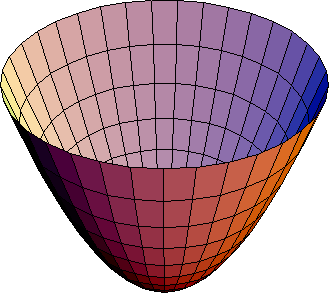
Elliptisk paraboloid

En elliptisk paraboloid är en speciell sorts andragradsyta som beskrivs av ekvationen
{\displaystyle \left({\frac {x}{a}}\right)^{2}+\left({\frac {y}{b}}\right)^{2}+2z=0}.
Den är åt ena hållet obegränsad, men har åt det andra hållet en halvt äggformig begränsning. Dess skärningar med ett plan är i allmänhet
ellipser eller parabler. Utgörs skärningarna med ett mot axeln vinkelrätt plan av cirklar, kallas den rotationsparaboloid.
Se även: hyperbolisk paraboloid.